# Procolobus
Procolobus  (лат.) — род обезьян из семейства мартышковые, включает от одного до одиннадцати видов. Обитают в африканских лесах.
Таксономия этого рода дискуссионна. Некоторые авторы включают в его состав в качестве подрода красных колобусов, тогда как другие рассматривают род как монотипичный, включая в него лишь зелёного колобуса.